# Celia Fiennes

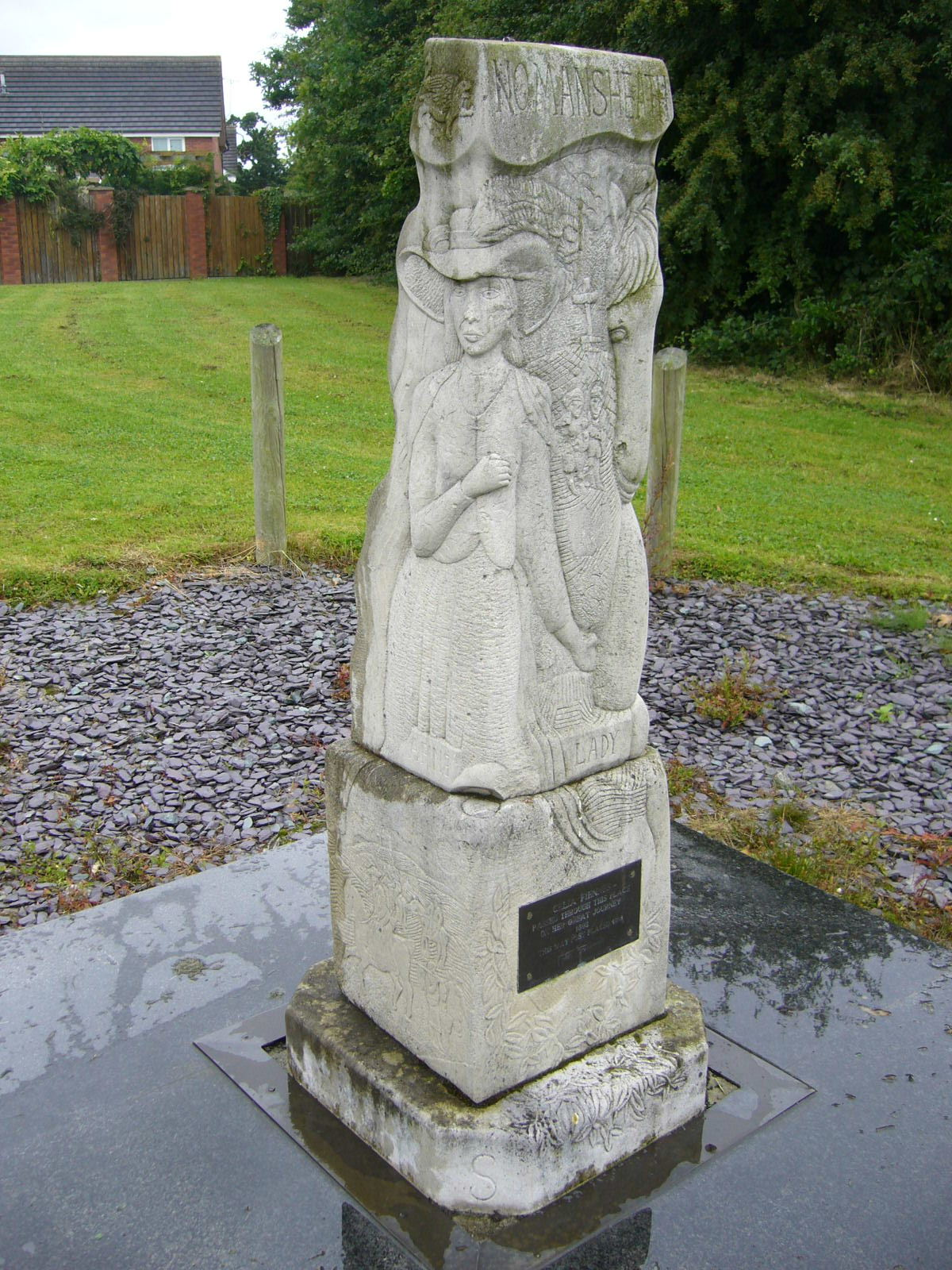
Es diu que és "l'únic memorial permanent en tot el país que preserva la memòria de Celia Fiennes" i es troba a No Man's Heath, un poble de Cheshire

Celia Fiennes (Newton Tony, Wiltshire, 7 de juny de 1662–Hackney, 10 d'abril de 1741) va ser una viatgera anglesa. Era filla de Nathaniel Fiennes, un coronel parlamentari de la Guerra Civil anglesa, i la seva segona muller Frances Whitehead. Nathaniel era al seu torn el segon fill de William Fiennes, primer vescomte de Saye i Sele.

## Primers viatges
Fiennes mai es va casar. El 1691 es va traslladar a Londres, on tenia una germana casada. Va viatjar per Anglaterra entre 1684 i 1703, "per recuperar la meva salut amb un canvi d'aires i fent exercici". En aquest moment, la idea de viatjar pel seu propi compte era encara una ficció, i Fiennes era excepcional com a dona viatgera entusiasta. De vegades va viatjar amb familiars, però va fer el seu "gran viatge a Newcastle i Cornualla" de 1698 acompanyada només per un o dos criats. Els seus viatges van continuar intermitentment fins almenys el 1712 i la van portar a la major part d'Anglaterra.

## Viatges i memòries
Fiennes va elaborar les seves notes en una memòria de viatges el 1702, que mai va publicar, pensant en la lectura familiar. Proporciona un viu retrat d'un paisatge encara verge i amb pocs camins, tot i que apareixen indicadors com "pals i mans que apunten en cada camí amb els noms dels grans pobles o ciutats que tenen mercat"). Robert Southey va publicar extractes del diari el 1812, i la primera edició completa va aparèixer el 1888 sota el títol Through England on a Side Saddle. Una edició acadèmica anomenada The Journeys of Celia Fiennes va ser editada per Christopher Morris el 1947, i des de llavors el llibre ha estat imprès en diverses edicions.
Fiennes estava interessada en tot allò nou, en les coses noves, en les ciutats bullicioses, en les noves modes de les ciutats com els balnearis de Bath i Harrogate, i el comerç. La justificació patriòtica de Fiennes per al turisme nacional i el seu interès per la "producció i manufactura de cada lloc" van anticipar el gènere del "turisme econòmic" que es va formalitzar amb la gira professional i de recerca de Daniel Defoe a través de tota l'illa de Gran Bretanya (1724-26). El turista econòmic es convertiria en un element bàsic de l'escriptura de viatges durant els segles xviii i xix.
Fiennes va veure moltes de les millors cases d'arquitectura barroca anglesa, anomenades country house, mentre encara estaven en construcció. Contràriament a la concepció generalitzada que la visita de les "cases senyorials" va començar després de la Segona Guerra mundial, han estat accessibles als viatgers de bona posició social des de l'època de Fiennes, si no abans, i els seus comentaris són una de les fonts contemporànies més interessants per constatar-ho. A Stonehenge, va comptar la quantitat exacta de pedres i a Harrogate va visitar "l'olor de sofre". També va escalar les roques a Land's End.
Els seus viatges són objecte d'una obra de teatre, Riding England Sidesaddle de Christopher Goulding, que es va estrenar al People's Theater de Newcastle el 1992, protagonitzada per Andrea Riseborough com la jove Celia Fiennes.